# Barranquilla Open 2023 - Doppio
Tímea Babos e Kateryna Volodko erano le campionesse in carica dell'edizione del 2022, dove il torneo faceva parte dell'ITF Women's World Tennis Tour, ma hanno scelto di non partecipare a questa edizione del torneo.
In finale Valentini Grammatikopoulou e Despoina Papamichaīl hanno sconfitto Yuliana Lizarazo e María Paulina Pérez García con il punteggio di 7-6(2), 7-5.

## Teste di serie
1. Jana Sizikova /  Kimberley Zimmermann (quarti di finale)

1. Aliona Bolsova /  Irina Chromačëva (quarti di finale)

## Wildcard
1. María Herazo González /  Amandine Hesse (quarti di finale)

## Tabellone

### Legenda
| - Q = Qualificato - WC = Wild card - LL = Lucky loser | - ALT = Alternate - SE = Special Exempt - PR = Protected Ranking | - w/o = Walkover - r = Ritirato - d = Squalificato |

|  | Quarti di finale | Quarti di finale                 | Quarti di finale                 | Quarti di finale | Quarti di finale |  |  | Semifinali | Semifinali                       | Semifinali                       | Semifinali                 | Semifinali                 |    |   | Finale | Finale                           | Finale                           | Finale | Finale |  |
|  |                  |                                  |                                  |                  |                  |  |  |            |                                  |                                  |                            |                            |    |   |        |                                  |                                  |        |        |  |
|  | 1                | Y Sizikova K Zimmermann          | 3                                | 7                | [7]              |  |  |            |                                  |                                  |                            |                            |    |   |        |                                  |                                  |        |        |  |
|  |                  | N Stevanović P Udvardy           | 6                                | 5                | [10]             |  |  |            | N Stevanović P Udvardy           | N Stevanović P Udvardy           | 4                          | 4                          |    |   |        |                                  |                                  |        |        |  |
|  |                  | V Grammatikopoulou D Papamichaīl | V Grammatikopoulou D Papamichaīl | 6                | 6                |  |  |            | V Grammatikopoulou D Papamichaīl | V Grammatikopoulou D Papamichaīl | 6                          | 6                          |    |   |        |                                  |                                  |        |        |  |
|  | WC               | M Herazo González A Hesse        | M Herazo González A Hesse        | 3                | 4                |  |  |            |                                  |                                  |                            |                            |    |   |        | V Grammatikopoulou D Papamichaīl | V Grammatikopoulou D Papamichaīl | 7      | 7      |  |
|  |                  | E Jacquemot C Monnet             | 6                                | 3                | [10]             |  |  |            |                                  |                                  | Y Lizarazo MP Pérez García | Y Lizarazo MP Pérez García | 62 | 5 |        |                                  |                                  |        |        |  |
|  |                  | C Rosca S Sewing                 | 1                                | 6                | [6]              |  |  |            | E Jacquemot C Monnet             | E Jacquemot C Monnet             | 5                          | 1                          |    |   |        |                                  |                                  |        |        |  |
|  |                  | Y Lizarazo MP Pérez García       | 2                                | 6                | [10]             |  |  |            | Y Lizarazo MP Pérez García       | Y Lizarazo MP Pérez García       | 7                          | 6                          |    |   |        |                                  |                                  |        |        |  |
|  | 2                | A Bolsova I Chromačëva           | 6                                | 4                | [3]              |  |  |            |                                  |                                  |                            |                            |    |   |        |                                  |                                  |        |        |  |